# Heinz Betz
Heinz Betz (Bad Cannstatt, Stuttgart, 29 de setembre de 1954) va ser un ciclista alemany que s'especialitzà en la pista, on va guanyar una medalla de bronze al Campionat del món en Puntuació de 1980 per darrere del belga Stan Tourné i l'italià Giovanni Mantovani.
El seu germà Werner també es dedicà al ciclisme.

## Palmarès
- 1976
  -  Campió d'Alemanya en persecució per equips
- 1977
  -  Campió d'Alemanya en madison (amb Werner Betz)

### Resultats al Giro d'Itàlia
- 1980. 88è de la classificació general